# Fiama Hasse Pais Brandão
Fiama Hasse Pais Brandão (* 15. August 1938 in Lissabon; † 19. Januar 2007 ebenda) war eine portugiesische Schriftstellerin und Germanistin. Sie war als Lyrikerin, Übersetzerin, Theaterkritikerin und Dramatikerin eine der wichtigen weiblichen Stimmen der portugiesischen Literatur der 1960er bis 1980er Jahre.
Pais Brandão verlebte ihre Kindheit auf einem Weingut in Carcavelos. Mit achtzehn Jahren kam sie 1956 nach Lissabon, wo sie zunächst das Colegio Ingles de St. Julian (Saint Julian's School) besuchte und anschließend an der Universität Lissabon ein Studium der Germanistik begann und abschloss. Seit 1992 lebte bis zu ihrem Tod wieder auf dem Weingut in Carcavelos.
Ihr erstes Buch erschien 1958. In den 1950er und 1960er Jahren schrieb sie für diverse Magazine, so für Seara Nova, Cadernos do Meia-Dia und Vetrice.
Beruflich war sie als Theaterkritikerin beschäftigt und gründete u. a. die Theatergruppe Groupo de Teatro Hoje (1974) mit.
Als Übersetzerin übertrug sie die Werke von Bertolt Brecht, Novalis, Anton Tschechow, Antonin Artaud und John Updike ins Portugiesische. Die Stücke von Pais Brandão wurden bisher in Lissabon, Rio de Janeiro und Nancy aufgeführt.
Sie war mit dem Schriftsteller und Germanisten Gastão Cruz verheiratet.

## Werke (Auswahl)
- Os chapeus de Chuva. Theaterstück, 1960.
- O testamento. Theaterstück, 1962.
- Barcas Novas. 1966, Lyrik.
- O texto de Joan Zorro. Lyrik, 1974.
- Melomana. Lyrik, 1978.
- Area Branca. Lyrik, 1979.
- Poe ou o corvo. Theaterstück, 1979.
- Cantos do Canto. Lyrik, 1995.

## Auszeichnungen (Auswahl)
- Adolfo-Casais-Monteiro-Schriftstellerpreis, 1957.
- Revelaçao-Theaterpreis, 1961.
- Auszeichnung des portugiesischen PEN-Clubs für Poesie, 1980.
- D.-Dinis-Preis, 1996.